# Defiance, Ohio
I Defiance, Ohio sono una folk punk band statunitense proveniente da Bloomington, nell'Indiana, e che prende il nome dall'omonima città di Defiance situata nell'Ohio.
La band ha esordito producendo da sé nel 2003 l'album di debutto Share What Ya Got, ma a causa delle difficoltà riscontrate nello ristampare l'album, i Defiance, Ohio hanno deciso in seguito di appoggiarsi alla No Idea Records. Con quest'ultima sono stati prodotti i successivi lavori The Great Depression del 2006 e The Fear, The Fear, The Fear del 2007.
Alcuni membri dei Defiance, Ohio suonano inoltre in un'altra pop-punk band, denominata Pretty Hot.

## Formazione
- Ryan - basso
- Geoff - chitarra acustica
- Will - chitarra, armonica a bocca, batteria
- BZ - violino
- Sherri - cello, banjo
- Theo - batteria, chitarra

(tutti i componenti cantano)

## Discografia

### Album in Studio
- Share What Ya Got (2003, CD auto-prodotto, 12" Friends and Relatives Records)
- Share What Ya Got (ristampa) (2004, auto-prodotto)
- The Great Depression (2006, CD/12" No Idea Records)
- The Fear, The Fear, The Fear (2007, CD No Idea Records)
- Midwestern Minutes (2010, Lp & CD No Idea Records)

### Demo/Split
- Demo (2003, auto-prodotto)
- 2003 Tour CDR (2003, auto-prodotto)
- Ghost Mice/Defiance Ohio split CD (2004, Plan-It-X Records)
- One Reason/Defiance, Ohio split 7" (2004, Anti-Creative Records)
- Environmental Youth Crunch/Defiance, Ohio Split (2007, 7" Dead Tank Records)